# Cynorkis melinantha
Cynorkis melinantha är en orkidéart som beskrevs av Rudolf Schlechter. Cynorkis melinantha ingår i släktet Cynorkis, och familjen orkidéer. Inga underarter finns listade i Catalogue of Life.